# DC Comics Presents
DC Comics Presents (en español, DC Comics presenta) fue un cómic publicado por DC entre 1978 y 1986 (97 números más 4 anuales). La serie presentaba historias donde Superman trabajaba junto a una amplia variedad de otros personajes del Universo DC (la única excepción ocurrió en el último número donde se publicó una "historia no contada" de Superman relacionada con la Zona Fantasma).
Junto con la historia principal, la serie también incluyó pequeñas historias de aparición semi-regular llamadas "Whatever Happened to..." ("Qué sucedió con...") que revelaban la situación de varios personajes menores y poco utilizados.
Además, el número 26 agregaba un adelanto del título New Teen Titans por Marv Wolfman y George Pérez. Otro agregado, esta vez en el número 41, presentaba la "nueva dirección" del título de la Mujer Maravilla (Wonder Woman). Es importante señalar que el número 87 marcó la primera aparición y, en una historia de complemento, el origen del Kal-El de Tierra Prima, quien luego sería conocido como Superboy Prime; este Superboy jugaría un papel de importancia en los últimos números de Crisis en Tierras Infinitas (Crisis on Infinite Earths), y dos décadas más tarde sería corrompido para transformarse en un villano y figura central de Crisis Infinita (Infinite Crisis).

## Personajes

### Historia principal
Lista de personajes con los que Superman se alió durante el transcurso de la serie, como así también los números en los que aparecieron.
- Flash (N.º 1, 2, 38, 73)
- Adam Strange (N.º 3, 82)
- Los Hombres de Metal (N.º 4, 70)
- Aquaman (N.º 5, 48)
- Linterna Verde (N.º 6, 26)
- Tornado Rojo (N.º 7)
- La Cosa del Pantano (N.º 8, 85)
- La Mujer Maravilla (N.º 9, 32, 76)
- Sgto. Rock (Nº10)
- Hombre Halcón (Nº11, 74, 95)
- Sr. Milagro (Nº12)
- La Legión de Super-Héroes (Nº13, 43, 80)
- Superboy (Nº14)
- Átomo (Nº15, 51)
- Black Lightning (Nº16)
- Firestorm (Nº17, 45, 90)
- Zatanna (Nº18)
- Batgirl (N.º 19)
- Flecha Verde (issues #20, 54)
- El Hombre Elástico (N.º 21, 58)
- Capitán Cometa (Nº22, 91)
- Doctor Destino (Nº23)
- Deadman (Nº24)
- Phantom Stranger (Nº25, 72)
- El Detective Marciano (Nº27)
- Supergirl (Nº28, 86)
- El Spectre (Nº29)
- Canario Negro (Nº30)
- Robin (º31, 58)
- Capitán Marvel (Nº33, 49 y Anual #3)
- La Familia Marvel (Nº34)
- Man-Bat (Nº35)
- Starman (Nº36)
- Chica Halcón (Nº37)
- El Hombre Plástico (Nº39)
- Metamorfo (Nº40)
- El Joker (Nº41, 72)
- El Soldado Desconocido (Nº42)
- El equipo Dial H for Hero (Nº44)
- Los Guardianes Globales (Nº46)
- He-Man (Nº47)
- Clark Kent (Nº50, 79)
- La Patrulla Condenada (issue #52)
- Cain de House of Mystery (Nº53)
- Air Wave (Nº55)
- Power Girl (Nº56)
- El Caballero Atómico (Nº57)
- La Legión de Héroes Sustitutos (Nº59)
- Los Guardianes del Universo (Nº60)
- OMAC (Nº61)
- Los Combatientes de la Libertad (Nº62)
- Amethyst, Princesa de Gemworld (Nº63)
- Kamandi (Nº64)
- Madame Xanadu (Nº65)
- El Demonio (Nº66)
- Papá Noel (Nº67)
- Vixen (Nº68)
- Blackhawk (Nº69)
- Bizarro (Nº71)
- Arión (Nº75)
- Los Héroes Olvidados (Nº77)
- Los Villanos Olvidados (Nº78)
- Ambush Bug (Nº81)
- Batman y The Outsiders (Nº83)
- Los Retadores de lo Desconocido (Nº84)
- Superboy Prime (Nº87)
- Creeper (Nº88)
- Los Omega Men (Nº89)
- Capitán Átomo (Nº90)
- The Vigilante (Nº92)
- Los Cuatro Elásticos (equipo temporal formado por el Hombre Plástico, el Hombre Elástico, Jimmy Olsen en su identidad de Chico Elástico y el Hombre Maleable) (Nº93)
- Harbinger (Nº94)
- Lady Quark (Nº94)
- Pariah (Nº94)
- Blue Devil (Nº96)
- Superman (Tierra-2) (Anual N.º 1)
- Superwoman (Anual N.º 2, 4)

### "Whatever Happened To..."
- Hourman de la Edad de Oro (Nº25)
- Sargon the Sorcerer (Nº26)
- Congorilla (Nº27)
- Una versión Western de Johnny Thunder y Madame .44 (Nº28)
- Doctor Medianoche de la Edad de Oro (Nº29)
- Átomo de la Edad de Oro (Nº30)
- Robotman de la Edad de Oro (Nº31)
- Mark Merlin y el Príncipe Ra-Man (Nº32)
- Star Hawkins (Nº33)
- Rex the Wonder Dog (Nº35)
- Rip Hunter (Nº37)
- El Vengador Carmesí (Nº38)
- Richard Dragon (Nº39)
- Air-Wave de la Edad de Oro (Nº40)
- The Sandman de la Edad de Oro (Nº42)
- Sandy el Chico de Oro (Nº47)
- Black Pirate (Nº48)

## Tributo a Julie Schwartz
En 2004, el título DC Comics Presents fue revivido durante 8 números unitarios. Los mismos consistieron en un tributo al editor de DC Julius Schwartz quien había fallecido recientemente. Cada número presentaba dos historias basadas en una portada clásica de DC a manera de homenaje, reflejando la práctica frecuente de Schwartz de encargar que se realizara una portada para que luego los escritores crearan una historia alrededor de ella.
| DC Comics Presents:                                 | Fecha              |
| --------------------------------------------------- | ------------------ |
| DC Comics Presents: Batman N.º 1                    | Septiembre de 2004 |
| DC Comics Presents: Green Lantern N.º 1             | Septiembre de 2004 |
| DC Comics Presents: Hawkman N.º 1                   | Septiembre de 2004 |
| DC Comics Presents: Mystery in Space N.º 1          | Septiembre de 2004 |
| DC Comics Presents: Flash N.º 1                     | Octubre de 2004    |
| DC Comics Presents: Justice League of America N.º 1 | Octubre de 2004    |
| DC Comics Presents: Superman N.º 1                  | Octubre de 2004    |
| DC Comics Presents: The Atom N.º 1                  | Octubre de 2004    |

## Nueva versión
En julio de 2010, DC anunció que publicarían una nueva serie DC Comics Presents, esta vez, presenta historias que no habían sido reimpresas desde su publicación original. Los números anunciados fueron:
- DC Comics Presents: Batman N.º 1 (Batman Nº582-585)
- DC Comics Presents: Batman N.º 2 (Batman Nº591-594)
- DC Comics Presents: Batman N.º 3 (Batman #595-598)
- DC Comics Presents: Brightest Day #1 (contiene historias selectas de Hawkman Nº27, 34 y 36, Solo N.º 8, DCU Holiday ‘09 y Strange Adventures Nº205)
- DC Comics Presents: Brightest Day #2 (Martian Manhunter Nº24 y Firestorm Nº11-13)
- DC Comics Presents: Ethan Van Sciver (Batman and Catwoman: Trail of the Gun #1-2)
- DC Comics Presents: The Flash and Green Lantern: Faster Friends (contiene los dos números de la miniserie del mismo nombre)
- DC Comics Presents: Green Lantern (Green Lantern (Vol. 3) Nº137-140)
- DC Comics Presents: Jack Cross (N.º 1-4 de la serie homónima).
- DC Comics Presents: J.H. Williams III (Chase N.º 1 y N.º 6-8)
- DC Comics Presents:Superman (Superman Nº179-185 y Superman: The Man of Steel Nº121)
- DC Comics Presents: Superman #2 (Superman: The Man of Steel Nº133, Superman Nº189, Adventures of Superman Nº611 y Action Comics Nº798)
- DC Comics Presents: Young Justice #1, (JLA:  World Without Grown-Ups N.º 1-2.
- DC Comics Presents: Young Justice #2 (Young Justice Secret Files, Young Justice in No Man's Land y Young Justice: The Secret.
- Vertigo Resurrected (contiene una controversial historia de Hellblazer nunca publicada, escrita por Warren Ellis)

## Nuevo Volumen
A partir de finales de 2011, más exactamente en el mes de septiembre y con el relanzamiento de 52 series regulares o conocido el Reboot de la editorial DC Comics, como un cambio para modernizar a los personajes de la editorial, una vez finalizada la saga Flashpoint, entre las 52 nuevas publicaciones de la editorial, es oficialmente un hecho de que DC Comics Presents como serie regular vuelve con un nuevo volumen para atraer nuevas historias del Universo DC post  Flashpoint.

## Licencia
- Esta obra contiene una traducción  derivada de «DC Comics Presents» de Wikipedia en inglés, publicada por sus editores bajo la Licencia de documentación libre de GNU y la Licencia Creative Commons Atribución-CompartirIgual 4.0 Internacional.